# José Antonio Pecharromán
José Antonio Pecharromán Fabián (Cáceres, 16 giugno 1978) è un ex ciclista su strada spagnolo, attivo dal 2000 al 2007.

## Palmarès

### Strada
- 1999 (GD Supermercados Froiz, una vittoria)

3ª tappa - parte a Vuelta a Alava (Araia > Arama)
- 2003 (Paternina-Coste de Almería, sei vittorie)

2ª tappa Euskal Bizikleta (Ispaster > Aizarnazabal)
3ª tappa Euskal Bizikleta (Aizarnazabal > Santuario Virgen de Oro)
4ª tappa - 2ª semitappa Euskal Bizikleta (Deba, cronometro)
Classifica generale Euskal Bizikleta
6ª tappa Volta Ciclista a Catalunya (Molins de Rei > Vallvidrera, cronometro)
Classifica generale Volta Ciclista a Catalunya

## Piazzamenti

### Grandi Giri
- Vuelta a España

2001: 49º
2002: 27º
2003: ritirato (5ª tappa)
2004: 49º
2005: fuori tempo massimo (12ª tappa)